# Telstar 11N
«Telstar 11N» — спутник связи, созданный американской кампанией Space Systems/Loral по заказу канадского оператора связи Telesat. Запуск аппарата состоялся 26 февраля 2009 российско-украинской ракетой Зенит-3SLБ с разгоным блоком ДМ-SLБ в рамках программы «Наземный старт». Аппарат отделился от разгонного блока 3:31 МСК. через 6 часов 1 минуту после старта.
По условиям контракта, спутник должен был быть выведен на орбиту с точностью плюс-минус 120 км. В реальности точность вывода оказалась в 60 раз выше. Отклонение орбиты от расчетной составило не более 3 км. Запуск Telstar 11N стал вторым в истории компании «Наземный старт».